# GOGOSTAR
GOGOSTAR（朝: 고고스타）は韓国のニュー・ウェイヴ・ロック・バンド。2007年12月結成。
VU.Entertainment所属。パンクバンドRUXでベーシストとして活動していたボーカルのイ・テソンと、ガールズ・パンクバンドRule Destroyerのギタリストして活動していたベースのソナの2人が中心となって結成したバンド。
結成当初から韓国インディー音楽シーンで多くの注目を集めており、新人バンドとしては異例的にサムジサウンドゥ・フェスティバル、仁川ペンタポート・ロック・フェスティバル、東豆川(トンドゥチョン)ロック・フェスティバルなど韓国国内有数のロックフェスティバルに出演している。
近年ではLady Gagaの韓国公演のサポートアクトを務めた。またthe pillowsやnoodlesと公演を行うなど、日本のバンドとも親交が深い。
POLYSICS、Yeah Yeah Yeahs、DEVO等に影響を受けている。

## メンバー

### 現在のメンバー
イ・テソン
ギター、ボーカル、プログラミング、シンセサイザー
ソナ
ベース、ボーカル、
ジョンチョル
ギター
アリ
ドラム
ジャス
シンセサイザー